# Kjell Nordström (militär)
För andra betydelser, se Kjell Nordström.
Kjell Alarik Nordström, född 20 april 1920 i Danderyds församling i Stockholms län, död 21 oktober 2008 i Danderyds församling i Stockholms län, var en svensk militär.

## Biografi
Nordström avlade studentexamen i Stockholm 1938. Han avlade officersexamen vid Krigsskolan 1941 och utnämndes samma år till fänrik vid Svea trängkår, varefter han befordrades till löjtnant 1943. Han studerade vid Krigshögskolan 1948–1950 och befordrades till kapten 1949. Åren 1951–1954 tjänstgjorde han vid Norrlands trängregemente, varpå han inträdde i Generalstabskåren 1954 och tjänstgjorde vid Arméstaben och Försvarsstaben. Han befordrades till major 1959, varpå han var chef för Kvartermästaravdelningen i Försvarsstaben 1960–1965, var expert i 1962 års försvarssjukvårdsutredning, befordrades till överstelöjtnant 1963 och tjänstgjorde vid Skånska trängregementet 1965–1966.
År 1966 befordrades Nordström till överste i Generalstabskåren, varefter han var stabschef vid staben i I. militärområdet under 1966, sektionschef vid staben i Södra militärområdet 1966–1967 och chef för Göta trängregemente 1967–1968. Efter befordran till överste av första graden 1968 var han arméinspektör vid staben i Östra militärområdet 1968–1971. År 1971 befordrades han till generalmajor, varpå han var chef för Gotlands militärkommando 1971–1980 och befälhavare för Västra militärområdet 1980–1983. Han inträdde i reserven 1983, men återinträdde i tjänst för en kort tid som tillförordnad chef för Försvarshögskolan 1986–1987. Åren 1987–1988 var Nordström ceremonimästare vid Kunglig Majestäts hov.
Kjell Nordström invaldes 1964 som ledamot av Kungliga Krigsvetenskapsakademien.
Nordström var en mycket flitig skribent, bland annat i Östgöta Correspondenten, Obs!, Vårt försvar och Kungl. Krigsvetenskapsakademiens handlingar och tidskrift. År 1986 gav han ut romanen Officer till förfogande under pseudonymen Sven Orvar Bengtsson.
I en nekrolog karakteriseras Nordström sålunda: ”I alla befattningar präglades hans arbete av analytisk förmåga och stor noggrannhet. Detta i förening med erkänt hög integritet och ett kultiverat sätt gjorde att han kunde lösa många svåra problem som till exempel frågan om att utvidga skjutfältet Tofta på Gotland och möjligheten att i svåra ekonomiska lägen ändå kunna genomföra stora och viktiga miloövningar som Väst 80 och 82.”
Kjell Nordström var son till överstelöjtnant Alarik Nordström och Mia Hæger. Han gifte sig 1954 med Cecilia Koskull.

## Utmärkelser
- Riddare av första klassen av Svärdsorden, 1960.[10]
- Kommendör av Svärdsorden, 6 juni 1969.[11]
- Kommendör av första klassen av Svärdsorden, 6 juni 1972.[12]